# 4102 Гергана
 4102 Гергана  (на английски: Gergana) е астероид от главния астероиден пояс.
Открит е от Виолета Иванова в Националната астрономическа обсерватория на връх Рожен (в Родопите) на 15 октомври 1988 г.
Носи името на племенницата на доц. Виолета Иванова – Гергана Гелкова.